# Serviço de Estrangeiros e Fronteiras
O Serviço de Estrangeiros e Fronteiras (SEF) foi um serviço de segurança e um órgão de polícia criminal português, integrado ao Ministério da Administração Interna, cuja missão era o controlo de fronteiras e de estrangeiros, estudo dos movimentos migratórios, dar execução à política de imigração e asilo de Portugal, de acordo com as disposições da Constituição, da lei e das linhas orientadoras do governo.
Entre outras atribuições, o SEF era o órgão responsável pela emissão de títulos de residência a cidadãos estrangeiros que residiam legalmente em Portugal.
A 9 de julho de 2021, a proposta do Governo que define a passagem das competências policiais do Serviço de Estrangeiros e Fronteiras (SEF) para a PSP, GNR e Polícia Judiciária, no âmbito da reestruturação do SEF, foi aprovada no Parlamento.
Foi entretanto apresentado pelo PS no final de novembro de 2021, no Parlamento, um projeto-lei que estipula a prorrogação do prazo de extinção do SEF por mais 6 meses. Diploma este que foi aprovado no Parlamento e promulgado pelo Presidente da República
Em abril de 2022, é confirmado pelo Governo do PS o encerramento do SEF, que vê as suas competências administrativas  serem atribuídas à nova AIMA e ao Instituto dos Registos e do Notariado (IRN) e as competências policiais distribuídas pela PSP, GNR e PJ. Contudo a extinção prevista para 12 de maio acaba por ser novamente adiada pelo Governo, sem prazo previamente estipulado.
Em novembro de 2022, é anunciado que o processo de reestruturação do SEF será concluído em 2023, com a passagem dos trabalhadores da carreira de investigação e fiscalização para a PJ e dos trabalhadores da carreira administrativa para a AIMA.
A 6 de abril de 2023 é aprovado em Conselho de Ministros o Decreto-Lei que prevê  na generalidade, a criação no prazo de 6 meses da AIMA e a transferência dos trabalhadores administrativos para a referida entidade ou para o Instituto dos Registos e Notariado (IRN). Por outro lado, os Inspetores da carreira de Investigação e Fiscalização são transferidos gradualmente para a PJ no prazo de 2 anos, tendo em conta que alguns destes, durante este período de tempo irão ainda colaborar enquanto Inspetores da PJ no controlo de fronteiras aéreas, marítimas e terrestres com a PSP ou com a GNR. De referir que alguns dos Inspetores de topo de carreira são transferidos para a AT.
A 24 de maio de 2023, o Presidente da República promulgou os diplomas do Governo que estabelecem a criação da AIMA e o regime de transição dos trabalhadores do SEF para a PJ ou AT (dos trabalhadores pertencentes à carreira policial) e para a  AIMA ou para o IRN (dos trabalhadores pertencentes à carreira administrativa). Este diploma foi publicado em Diário da República em maio de 2023.
A 29 de outubro de 2023, o SEF é oficialmente extinto. Na altura da sua extinção tinha 1078 funcionários, dos quais 789 eram inspetores.

## Organização
Com sede em Lisboa, o SEF era chefiado por um diretor-nacional e dois directores nacionais-adjuntos, incluindo serviços centrais e desconcentrados.
- Serviços centrais:
  - Diretoria Nacional;
  - Direção Central de Investigação (DCINV)
  - Direção Central de Imigração e Documentação (DCID)
  - Direção Central de Gestão e Administração (DGCA)
- Serviços desconcentrados:
  - Direções Regionais: de Lisboa e Vale do Tejo, Alentejo, do Norte, do Algarve, do Centro, da Madeira e dos Açores;
  - Delegações, postos de fronteira e postos mistos, dependentes das direções regionais. Os postos mistos, situados na fronteira luso-espanhola, são postos conjuntos guarnecidos por agentes policiais de Portugal e Espanha.

## História
O Serviço de Estrangeiros e Fronteiras teve origem nos órgãos de polícia - existentes pelo menos desde o início do século XX - especializados na vigilância de fronteiras, controlo de estrangeiros e fiscalização dos movimentos migratórios.

### Antecedentes
Por decreto do Rei D. Carlos I, de 29 de agosto de 1893, o Corpo de Polícia Civil de Lisboa é divididido em três secções, sendo uma das quais a Polícia de Inspecção Administrativa, à qual, entre outras funções, competia fazer o controlo dos estrangeiros.
Em 1918, é criada a Polícia de Emigração através do Decreto-Lei n.º 4166 de 27 de abril. A Polícia de Emigração é responsável pelo controlo das fronteiras terrestres e constitui uma repartição que funciona na dependência direta da Direção-Geral de Segurança Pública, o órgão superior da Polícia Cívica.
Em 1928, é criada a Polícia Internacional Portuguesa com a competência de vigiar as fronteiras terrestres e realizar o controlo dos estrangeiros que permanecem em Portugal. A Polícia Internacional fica a funcionar na dependência da Polícia de Informações, um organismo com a responsabilidade pela segurança do Estado que virá a ser extinto em 1931.
A Polícia de Internacional deixa a Polícia de Informações em 1930 e passa para a dependência da Polícia de Investigação Criminal, como sua Secção Internacional. Através do Decreto n.º 20 125 de 28 de julho de 1931, a Polícia Internacional Portuguesa volta para o Ministério do Interior, ficando na dependência direta do ministro.
Em 1932, é criada a Secção de Vigilância Política e Social da Polícia Internacional Portuguesa, responsável pela prevenção e combate aos crimes de natureza política e social. Através de Decreto n.º 22 151 de 23 de janeiro de 1933 a Secção de Vigilância Política e Social é transformada na Polícia de Defesa Política e Social, deixando a Polícia Internacional.
Pelo Decreto-Lei n.º 22 992 de 29 de agosto de 1933, a Polícia Internacional Portuguesa e a Polícia de Defesa Política e Social voltam a ser fundidas num único organismo que passa a ser a Polícia de Vigilância e Defesa do Estado (PVDE). A PVDE inclui a Secção Internacional que é responsável por verificar a entrada, permanência e saída de estrangeiros do Território Nacional, a sua detenção se se trata de elementos indesejáveis, a luta contra a espionagem e a colaboração com as polícias de outros países.
Em 1945, através do Decreto-Lei n.º 35 046 de 22 de outubro, a PVDE é transformada na Polícia Internacional e de Defesa do Estado (PIDE). À PIDE são atribuídas funções administrativas e funções de prevenção e combate à criminalidade. No âmbito das suas funções administrativas, competia à PIDE a responsabilidade pelos serviços de emigração e passaportes, pelo serviço de passagem de fronteiras terrestres, marítimas e aéreas e pelo serviço de passagem e permanência de estrangeiros em Portugal. No âmbito das suas funções de prevenção e combate ao crime, competia à PIDE fazer a instrução preparatória dos processos crimes relacionados com a entrada e permanência ilegal em território nacional, infrações relativas ao regime das passagens de fronteiras, dos crimes de emigração clandestina e aliciamento ilícito de emigrantes e dos crimes contra a segurança interior e exterior do Estado.
A PIDE é extinta em 1969, pelo Decreto-Lei n.º 49 401 de 24 de novembro, sendo criada em sua substituição a Direcção-Geral de Segurança (DGS). A DGS inclui na sua orgânica, a Direção dos Serviços de Estrangeiros e Fronteiras, onde é centralizada a responsabilidade pelas suas competências nos setores de estrangeiros e fronteiras.

### Criação
No próprio dia 25 de abril de 1974, através do Decreto-Lei n.º 171/74, é extinta a Direção-Geral de Segurança. O mesmo decreto-lei, atribui à Polícia Judiciária o controlo de estrangeiros em território nacional e à Guarda Fiscal a vigilância e fiscalização das fronteiras. A atribuição daquelas funções à Polícia Judiciária e à Guarda Fiscal constituiu uma solução provisória e de emergência, face à extinção da DGS.
Uma vez que a Polícia Judiciária não estava vocacionada para o desempenho da função de controlo de estrangeiros, logo em maio de 1974, pelo Decreto-Lei n.º 215/74 de 22 de maio essa função é transferida para o Comando-Geral da Polícia de Segurança Pública (PSP). O Comando-Geral da PSP recebe também as funções de emissão de passaportes para estrangeiros e a emissão de pareceres sobre pedidos de concessão de vistos para entrada no País. A guarda Fiscal mantém a função de vigilância e fiscalização das fronteiras.

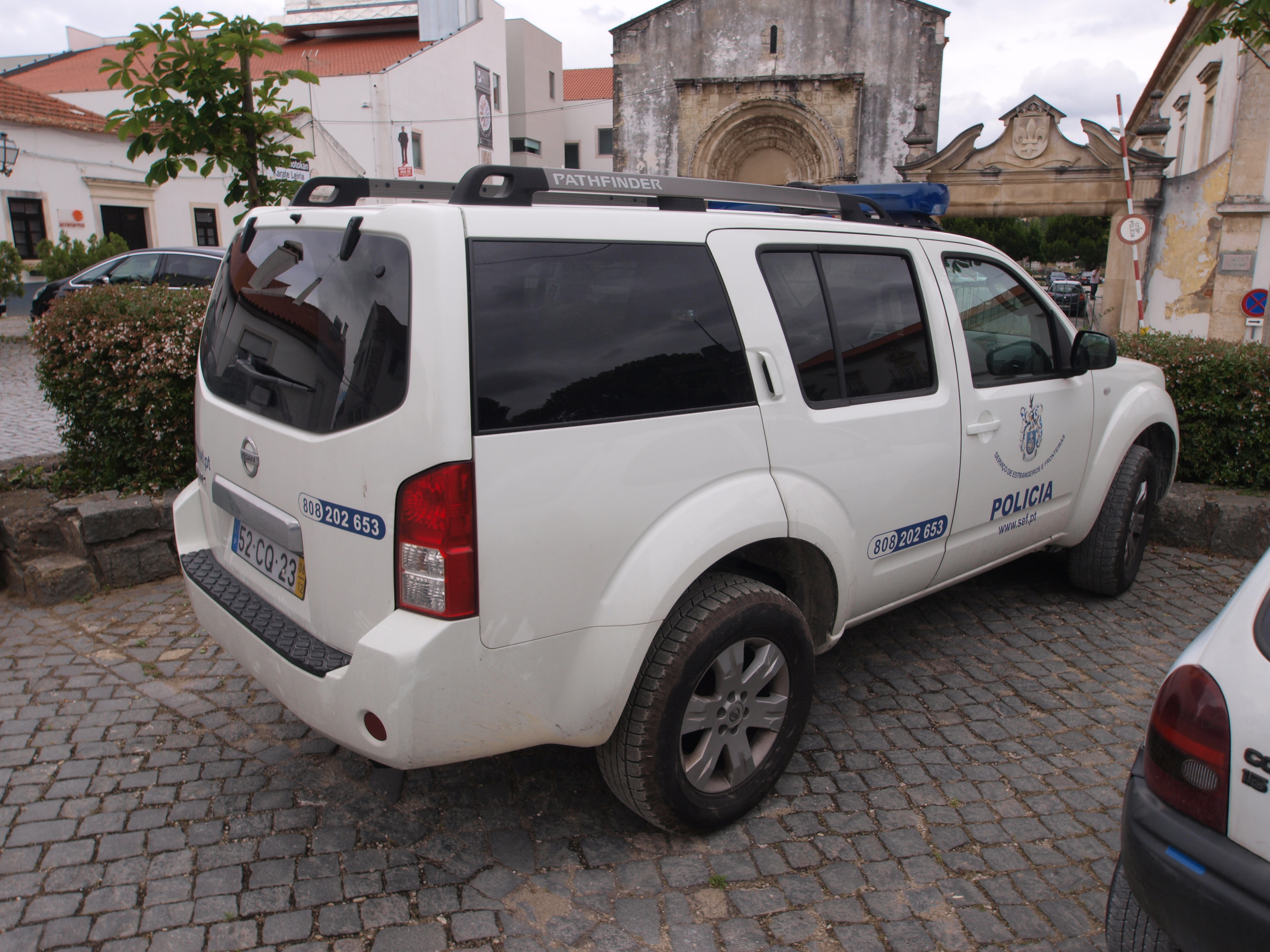

Para a execução dasquelas funções, através do Decreto-Lei n.º 651/74 de 22 de novembro é criada, no Comando-Geral da PSP, a Direção de Serviço de Estrangeiros (DSE).
Em 1976, através do Decreto-Lei n.º 494-A/76, de 23 de junho, a DSE foi reestruturada, passando a designar-se simplesmente Serviço de Estrangeiros (SE), sendo dotado de autonomia administrativa, deixando de estar na dependência da PSP e passando a ficar diretamente subordinado ao ministro da Administração Interna.
Através da Portaria n.º 1045/81 de 12 de dezembro, os cargos de diretor e de subdiretor do SE passam a ser equiparados, respetivamente, a diretor-geral e a subdiretor-geral.
O SE é transformado no Serviço de Estrangeiros e Fronteiras (SEF) em 1986, através do Decreto-Lei n.º 440/86, de 31 de dezembro. Ao SEF são agora também atribuídas as funções de controlo de fronteiras. No entanto, uma vez que o SEF ainda não dispunha dos recursos para assegurar esse controlo, a função continua a ser assegurada provisoriamente pela Guarda Fiscal em cooperação com aquele.
A partir de 1 de agosto de 1991, o SEF começa a operar em todos os postos de fronteira do país, substituindo a Guarda Fiscal.

### O encerramento e reestruturação
Na sequência do escândalo causado pelo homicídio de Ihor Humenyuk, em 12 de Março de 2020, nesse mesmo ano, o XXII Governo de António Costa, intempestivamente, começou a estudar um modelo para transformar o SEF numa entidade meramente administrativa para concessão de vistos, autorizações de residência e asilo, optando por manter em funções o ministro da tutela, Eduardo Cabrita.
O quadro de inspetores nas diferentes categorias, com cerca de 1.000 elementos,  seria absorvido por outras entidades — como a PSP, GNR, Polícia Judiciária —, nas vertentes de fiscalização, prevenção e investigação criminal, e para os serviços burocráticos de atribuição de vistos e autorizações de residência, atualmente na alçada do SEF, surgiria um novo organismo, Agência para a Integração, Migrações e Asilo, na tutela da Secretaria-Geral da Administração Interna.
A 9 de Julho de 2021, a proposta do Governo que define a passagem das competências policiais do Serviço de Estrangeiros e Fronteiras (SEF) para a PSP, GNR e Polícia Judiciária, no âmbito da reestruturação do SEF, foi aprovada no Parlamento.
Em 20 de outubro de 2021, foi aprovada na especialidade a extinção do SEF e a distribuição das suas competências policiais e administrativas pela PSP, GNR, PJ, Instituto de Registos e Notariado, tal e qual como o Governo pretendia, assim como a criação de uma nova Agência para a Integração, Migrações e Asilo.
Contudo, no final de novembro de 2021, foi apresentado na Assembleia da República um projeto-lei da autoria do PS, que estabelece a prorrogação do prazo de extinção do SEF por mais 6 meses, devido ao agravamento da situação de Pandemia de Covid-19. Diploma este que foi aprovado no Parlamento e promulgado pelo Presidente da República. Deixando assim, a concretização, alteração ou revogação da lei anteriormente promulgada, nas mãos da atual composição do Parlamento e do governo que saiu das eleições legislativas do dia 30 de janeiro de 2022. 
Assim, em abril de 2022, foi confirmado, pelo então Governo do PS, a concretização da extinção do SEF com o cumprimento do que estava até à data planeado no programa de governo desde 2019. Contudo no mesmo mês, o Governo acaba por decidir por proceder a um novo (o segundo) adiamento da concretização do processo de extinção do SEF, sem prazo previamente estipulado.
Posteriormente, em novembro de 2022 é anunciado que em 2023 será concretizado e concluído o processo de reestruturação do SEF, nomeadamente com a passagem dos trabalhadores da carreira de investigação e fiscalização para a PJ e dos trabalhadores da carreira administrativa para a Agência para a Integração, Migrações e Asilo ou para o Instituto dos Registos e Notariado.
A 5 de abril em Conselho de Ministros é aprovado o Decreto-Lei que concretiza a reestruturação do SEF, em que é definido na generalidade o prazo de 6 meses para a criação da Agência para a Integração, Migrações e Asilo e o prazo de 2 anos para a transferência dos inspetores da carreira de investigação e fiscalização para a PJ.
A 24 de maio de 2023, o Presidente da República promulgou os diplomas do Governo que estabelecem a criação da Agência para a Integração, Migrações e Asilo (AIMA) e o regime de transição dos trabalhadores do SEF para a PJ, AT, AIMA, Instituto dos Registos e do Notariado (IRN) e Unidade de Coordenação de Fronteiras. Estes diplomas foram publicados em Diário da República em maio de 2023.
Em 29 de outubro de 2023, o SEF é oficialmente extinto.